# Mykotoksyny

Aflatoksyna B1 exo-8,9-epoxide

Ochratoksyna A

Cytrynina

Mykotoksyny (gr. μύκής mykes ‘grzyby’), dawniej mikotoksyny – toksyny wytwarzane przez niektóre gatunki grzybów, m.in. z rodzajów: Amanita, Aspergillus, Penicillium, Fusarium, Rhizoctonia, Claviceps i Stachybotrys. Ich badaniem zajmuje się mykotoksykologia. Obecnie mykotoksynami nazywa się metabolity grzybów mikroskopijnych, które są trujące dla ludzi, zwierząt, roślin i drobnoustrojów. Dla grzybów tych są to metabolity drugorzędowe, tzn. zasadniczo nie są im niezbędne do życia.

## Historia badań nad mykotoksynami
Pierwsze naukowe dane o mykotoksynach pochodzą z 1711 r., kiedy to opisano toksyczne działanie sporyszu. Przełomową datą jest rok 1960, w którym po wystąpieniu masowego zatrucia indyków w Anglii (zginęło ich około 100 tysięcy), rozpoczęto badania nad aflatoksynami. Przyczyną śmierci indyków okazał się Aspergillus flavus. Od tego czasu zaczął się dynamiczny rozwój badań nad mykotoksynami i innymi metabolitami grzybów. Tylko w latach 1960–1975 powstało ponad 2 tysiące prac naukowych o mykotoksynach. Opisano budowę i właściwości kilkuset metabolitów grzybów, ustalono, które z nich są mykotoksynami, które stanowią zagrożenie dla zdrowia i życia ludzi i które powodują poważniejsze straty w hodowlach zwierząt. Wiele mykotoksyn ma równocześnie silne działanie zootoksyczne (na zwierzęta), fitotoksyczne (na rośliny) i antybiotyczne (na bakterie). Takie działanie wykazuje np. patulina wytwarzana przez grzyba Penicillium expansum, powodującego mokrą zgniliznę jabłek. T-2 toksyna i deoksyniwalenol wytwarzane przez grzyby z rodzaju Fusarium działają silnie fitotoksycznie i zootoksycznie.

## Mykotoksyny o działaniu zootoksycznym
Zatrucia mykotoksynami nazywa się mykotoksykozą. Opisano już kilkaset związków chemicznych będących mykotoksynami, ustalono także progi szkodliwości mykotoksyn w żywności i paszach, które powodują zatrucia ostre, podostre i chroniczne organizmu ludzkiego, zwierzą domowych i laboratoryjnych. Coraz dokładniej opisywane są powodowane przez mykotoksyny objawy kliniczne i fizjologiczne zatruć, zarówno ogólnoustrojowych, jak i na poziomie tkanek i komórek. W zależności od organu, którego uszkodzenia powodują, mykotoksyny dzieli się na kilka grup:
- Dermatotoksyny – uszkadzają skórę i błony śluzowe (T-2 toksyna i inne trichoteceny)
- Hepatotosyny – uszkadzają wątrobę (aflatoksyna B1 i inne)
- Kardiotoksyny – powodują choroby serca i układu krwionośnego (moniliformina)
- Nefrotoksyny – uszkadzają nerki (ochratoksyna A)
- Neurotoksyny – wywołują uszkodzenia centralnego układu nerwowego (fumonizyna B1, alkaloidy sporyszu)
- Pulmotoksyny powodują obrzęki płuc (fumonizyna B1)

Wśród mykotoksyn o działaniu ogólnoustrojowym wyróżnia się trzy grupy:
- Mykohormony – zaburzają regulację hormonalną (zearalenon i pochodne)
- Immunotoksyny – osłabiają odporność organizmu (trichoteceny i szereg innych mykotoksyn)
- Związki rakotwórcze – powodują powstawania nowotworów (aflatoksyny, fumonizyny, ochratoksyny).

Gatunki z rodzaju Fusarium wytwarzają mykotoksyny należące do wszystkich tych grup. Szereg mykotoksyn wykazuje różnorodne działanie: rakotwórcze, cytotoksyczne, embriotoksyczne, teratogeniczne i mutageniczne.
Mykotoksyny mogą być przyczyną ostrych i przewlekłych zatruć (także śmiertelnych), powodują dolegliwości ze strony przewodu pokarmowego (nudności, biegunka, wymioty), a niekiedy także: ciężkie uszkodzenia wątroby, euforię, halucynacje, stany zapalne skóry, zaburzenia neurologiczne (np. drgawki), krwotoki, mogą powodować nowotwory oraz poronienia, uszkodzenia płodu i jego potworkowatość.

## Mykotoksyny o działaniu fitotoksycznym
Silne zootoksyny, takie jak aflatoksyny, ochratoksyna A, cytrynina i patulina, hamują także przemianę materii roślin, np. hamują kiełkowanie nasion i wzrost siewek, hamują biosyntezę białka. Może to być wykorzystane jako prosty i szybki test do oceny ich fitotoksyczności. Ich działanie toksyczne na rośliny jest znacznie słabsze, niż na zwierzęta, np. aflatoksyny B1 stukrotnie, nie są więc dla roślin szczególnie groźne. Mogą odgrywać pewną rolę w przypadku silnego rozwoju wytwarzających je grzybów na nasionach zbóż i roślin oleistych po zbiorze, powodując zmniejszenie ich zdolności kiełkowania. Wśród gatunków grzybów to powodujących wykryto głównie Penicillium cyclopium, Aspergillus candidus, Aspergillus flavus.
Do grzybów wytwarzających głównie fitotoksyny należą rodzaje Bipolaris, Cochliobolus, Alternaria, Stemphylium. Szczególnie fitotoksyczne są grzyby z rodzaju Fusarium. Wytwarzają ponad 170 mykotoksyn, w tym około 30 związków z grupy trichotecen, kilkanaście barwników naftazarynowych (marticyna, jawanicyna, fuzarubina, bikaweryna i inne), kwas fuzariowy, likomarazmina. Szczególnie silnie działanie fitotoksyczne wykazują trichoteceny grupy A: T-2 toksyna i diacetoksyscirpenol oraz deoksyniwalenol i niwalenol. Związki te powodują także aberracje chromosomowe i opóźnienie podziałów komórkowych. Silnie fitotoksyczne są trichoteceny wytwarzane przez Fusarium culmorum i Fusarium graminearum.
Niektóre gatunki roślin wytworzyły odporność na fitotoksyny. Np. rosnący w Brazylii krzew Bacharis megapotamica współżyje w mykoryzie z grzybem Myrothecium verrucaria wytwarzającym około 20 mykotoksyn z grupy trichotecenów. Rośliny te wskutek zawartości tych mykotoksyn są silnie toksyczne dla zwierząt, np. króliki giną po spożyciu około 2 gramów świeżej masy roślin na 1 kilogram masy ciała.